# گراهام استاک (بازیکن فوتبال)
گراهام استاک (انگلیسی: Graham Stack؛ زادهٔ ۲۶ سپتامبر ۱۹۸۱) یک بازیکن فوتبال است.